# Comitatul Pike, Alabama
Comitatul Pike, conform originalului din limba engleză, Pike County (cod FIPS 01 - 109), este unul din cele 67 de comitate ale statului Alabama, Statele Unite ale Americii. Sediul comitatului este localitatea Troy.

## Demografie
|  | Graficele sunt indisponibile din cauza unor probleme tehnice. Mai multe informații se găsesc la Phabricator și la wiki-ul MediaWiki. |

Date: Wikidata - grafică realizată de Wikipedia